# کشتی چرخ‌پره‌ای
کشتی چّرخ‌پَره‌ای نوعی از کشتی‌های بخار می‌باشد که در جانب آن، چرخ‌پره تعبیه شده که با نیروی بخار به حرکت در می‌آیند و موجب به حرکت درآمدن کشتی می‌شوند. در زمان‌های گذشته، این چرخ دوار توسط نیروی انسان یا حیوان به حرکت درمی‌آمد ولی امروزه، موتورهای درون‌سوز، نیروی پیش‌ران آن را فراهم می‌کنند.
تاریخچه استفاده از این گونه شناورها، به سده ۴ یا ۵ (میلادی) و توسط امپراتوری روم بر می‌گردد. در همان دوره، امپراتوری چین نیز اقدام به استفاده از این شناورها در ناوگان دریایی خود نمود. به‌کارگیری نیروی بخار بجای نیروی انسانی یا احشام برای به حرکت درآوردن این کشتی‌ها، نخستین بار توسط آمریکایی‌ها در سال ۱۸۰۸ (میلادی) انجام گرفت و سپس توسط بریتانیایی‌ها ادامه یافت. در سده ۲۰ (میلادی)، از این گونه شناورها، غالباً برای امور گردشگری استفاده می‌شود.
چرخ‌پره مورد استفاده در این قبیل شناورها، از تیغه‌هایی فلزی که بر روی یک قاب دایره‌ای بزرگ تعبیه‌شده‌اند، تشکیل شده‌است که در فاصله‌های منظمی از یکدیگر نصب شده‌اند و در زمان حرکت، یک چهارم از این تیغه‌ها داخل آب فرومی‌رود و با حرکت دایره‌ای چرخ، نیروی رانش شناور را به سمت جلو یا عقب، تأمین می‌کند.
محل نصب این چرخ دوار می‌تواند در انتهای کشتی باشد که در این صورت، به آن پشت‌چرخ می‌گویند و اگر در جوانب شناور باشد، کنارچرخ اطلاق می‌شود. شناورهای کنارچرخ به دلیل مانورپذیری بیشتر و امکان حرکت در جهت عقب شناور، بیشتر مورد توجه بوده و برای جابجایی گردشگرها، امروزه نیز کاربرد دارند.